# Vickers E.S.1
El Vickers E.S.1 fue uno de los primeros aviones de caza británicos de la Primera Guerra Mundial. Era un biplano monoplaza, del que sólo se construyeron tres ejemplares, aunque al menos uno fue utilizado por un escuadrón de defensa local del Real Cuerpo Aéreo.

## Diseño y desarrollo

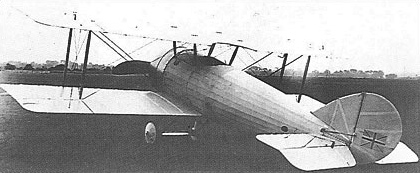

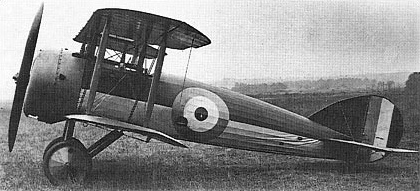

A finales de 1914, Harold Barnwell, piloto de pruebas jefe de Vickers Limited, diseñó un avión "explorador" o de reconocimiento rápido monoplaza y lo hizo construir sin el conocimiento ni la aprobación de sus empleadores, "tomando prestado" un motor rotativo Gnome Monosoupape de los almacenes de Vickers para propulsar el avión. Barnwell intentó un primer vuelo de su diseño, llamado "Barnwell Bullet", a principios de 1915, pero el avión se estrelló y quedó destrozado, posiblemente debido a un centro de gravedad mal calculado. Ahora consciente del diseño de Barnwell, Vickers le encargó a su diseñador junior Rex Pierson que rediseñara el Bullet.
El avión rediseñado, el Vickers E.S.1 (Experimental Scout, Explorador Experimental), era un biplano tractor monoplaza de construcción en madera recubierta de tela. Poseía alas de un solo vano sin decalaje, con alerones tanto en las alas superiores como en las inferiores. Al igual que el Barnwell Bullet, el E.S.1 estaba propulsado por un motor Monosoupape, estrechamente capotado en un fuselaje de sección circular. La cabina del piloto estaba situada bajo el borde de salida del ala superior, desde donde la visibilidad tanto hacia abajo como hacia arriba era pobre.
El E.S.1 voló por primera vez en agosto de 1915, y se descubrió que era extremadamente rápido (fue reivindicada una velocidad de 190 km/h por Vickers) y que era capaz de ganar altura en un bucle. Después de las pruebas operativas en Francia, se le instaló una cubierta modificada para permitir que el combustible se drenara lejos del motor, y se le armó con una ametralladora Vickers de disparo frontal con un sincronizador Vickers-Challenger que permitía que el arma disparara a través del disco de la hélice. Se construyeron otros dos aviones, propulsados por un motor Clerget o Le Rhône de 82 kW (110 hp). Estos aviones tenían un fuselaje modificado y un gran recorte en el ala superior para mejorar la visibilidad del piloto, y fueron designados Vickers E.S.1 Mark II. No se siguió produciendo, ya que se observó que el avión era cansado de volar y difícil de aterrizar, aunque sirvió de base para el Vickers F.B.19.

## Historia operacional
El E.S.1 desarmado fue enviado a Francia para realizar pruebas operativas en Saint-Omer, en 1916, donde fue criticado por la mala visibilidad para el piloto y por el hecho de que si se manejaba mal el motor, la gasolina podía acumularse en la capota e incendiarse. Finalmente sufrió graves daños en un accidente cuando lo pilotaba el capitán Patrick Playfair. Después de reconstruirlo y armarlo con una ametralladora Vickers sincronizada, el E.S.1 Mk I modificado fue enviado al Escuadrón N.° 50 (Defensa Nacional).

## Variantes
E.S.1 Mark I
Caza biplano monoplaza con motor Gnome Monosoupape, uno construido.
E.S.1 Mark II
Versión del Mark I con mejoras y motor Clerget o Le Rhône, dos construidos.

## Operadores
Reino Unido
- Real Cuerpo Aéreo

## Especificaciones (E.S.1 Mk II, motor Clerget)
Referencia datos: Vickers Aircraft since 1908

### Características generales
- Tripulación: Uno (piloto)
- Longitud: 6,2 m (20,2 ft)
- Envergadura: 7,5 m (24,4 ft)
- Altura: 2,4 m (8 ft)
- Superficie alar: 20 m² (215,3 ft²)
- Peso vacío: 445 kg (980,8 lb)
- Peso cargado: 681 kg (1500,9 lb)
- Planta motriz: 1× motor rotativo de 9 cilindros refrigerado por aire Clerget.
  - Potencia: 82 kW (113 HP; 112 CV)
- Hélices: Bipala de paso fijo

### Rendimiento
- Velocidad máxima operativa (Vno): 180 km/h (112 MPH; 97 kt) a nivel del mar
- Alcance: 2 h
- Techo de vuelo: 4700 m (15 420 ft)
- Régimen de ascenso: 5,1 m/s (1004 ft/min)
- Tiempo a altitud: 18 min para 3050 m (10 000 pies)

### Armamento
- Ametralladoras: 

  - 1x Vickers de 7,7 mm frontal fija

## Aeronaves relacionadas

### Aeronaves similares
- Bristol Scout
- Sopwith Pup